# 2797 Teucer
A 2797 Teucer (ideiglenes jelöléssel 1981 LK) egy kisbolygó a Naprendszerben. Edward L. G. Bowell fedezte fel 1981. június 4-én. A Jupiter pályáján keringő Trójai csoport tagja.